# Suối Lạnh
Suối Lạnh là một con suối đổ ra Sông Dinh. Suối có chiều dài 19 km và diện tích lưu vực là 104 km². Suối Lạnh chảy qua các tỉnh Đồng Nai, Bình Thuận.